# Anuwat Phikulsri
Anuwat Phikulsri (thailändisch อนุวัฒน์ พิกุลศรี; * 30. Januar 1999 in Mukdahan), auch als Zico bekannt, ist ein thailändischer Fußballspieler.

## Karriere
Anuwat Phikulsri erlernte das Fußballspielen in den Jugendmannschaften vom Ayutthaya United FC und Muangthong United. Hier unterschrieb er 2018 auch seinen ersten Vertrag. Muangthong, ein Verein aus Pak Kret, spielte in der ersten Liga des Landes, der Thai League. Direkt nach Vertragsunterschrift wurde er an den Bangkok FC ausgeliehen. Der Klub aus Bangkok spielte in der dritten Liga, der Thai League 3. Hier trat man in der Upper Region an. Ende November 2018 kehrte er nach der Ausleihe zu Muangthong zurück. 2019 wurde er in der ersten Liga nicht eingesetzt. Anfang 2020 wurde er an den Drittligisten Ayutthaya FC nach Ayutthaya ausgeliehen. Mitte 2020 wechselte er ebenfalls auf Leihbasis zum Udon Thani FC. Mit dem Verein aus Udon Thani spielte er in der zweiten Liga. Sein Profidebüt gab er am 26. Dezember 2020 im Heimspiel gegen den Navy FC. Hier stand er in der Startelf und spielte die kompletten 90 Minuten. Für Udon Thani absolvierte er neun Zweitligaspiele. Nach der Saison kehrte er zu Muangthong zurück. Zu Beginn der Saison 2021/22 wurde er an den Zweitligisten Ayutthaya United FC ausgeliehen. Für Ayutthaya bestritt er 28 Ligaspiele. Nach der Ausleihe kehrte er zu SCG zurück. Hier kam er jedoch nicht zum Einsatz. Zu Beginn der Rückrunde 2022/23 wechselte er im Januar 2023 zum Drittligisten Nonthaburi United S.Boonmeerit FC. Mit dem Hauptstadtverein spielte er zwölfmal in der Bangkok Metropolitan Region der Liga. Zu Beginn der Saison 2023/24 wechselte er im Sommer 2023 zu dem in der Western Region spielenden Hua Hin Maraleina FC. Hier stand er bis Mitte Dezember 2023 unter Vertrag und bestritt zehn Ligaspiele. Am 15. Dezember 2023 wechselte er in die North/Eastern Region. Hier schloss er sich dem Mahasarakham SBT FC an. Am Ende der Saison 2023/24 feierte er die Vizemeisterschaft der Region und den anschließenden Aufstieg in die zweite Liga.